# Wolfgang Schnell
Wolfgang Schnell (* 1929 in Kaiserslautern; † 2. Oktober 2006) war ein deutscher Physiker, der sich mit der Physik von Teilchenbeschleunigern befasste.
Schnell war der Sohn eines Arztes und studierte Physik an der Universität Heidelberg. Er war danach am Max-Planck-Institut in Heidelberg, aber statt auf eine Promotion hinzuarbeiten wechselte er 1954 zum CERN, wo er in der Hochfrequenzgruppe von Chris Schmelzer am Proton-Synchrotron (PS) arbeitete. Er spielte eine wichtige Rolle im Aufbau des PS (wo mit einer von ihm erfundenen phasenempfindlichen Rückkoppelungsschaltung eine Schwelle mit hohen Strahlverlusten überwunden werden konnte) und später beim Entwurfsteam für den Intersecting Storage Ring (ISR) und den SPS (Super Proton Synchrotron). Beim ISR leitete er den Entwurf und den Bau des Hochfrequenzsystems. Während der Arbeit am ISR entdeckte Schnell ein durch die transversale Bewegung der Strahlteilchen verursachtes Rauschen und erkannte dabei die Möglichkeit, das von Simon van der Meer vorgeschlagene stochastische Kühlen der Teilchenstrahlen umzusetzen. Er war auch an der Designstudie für den LEP beteiligt (und an der Konstruktion von dessen Hochfrequenzsystem) und war insbesondere die treibende Kraft hinter der Entwicklung der Pläne für das CLIC-Projekt am CERN, einem zukünftigen zweistrahligen Linearbeschleuniger als Elektron-Positron-Collider.
Schnell war Ehrendoktor der Universität Heidelberg.